# Saltwater: Atomic Shark
Saltwater: Atomic Shark ist ein US-amerikanischer Abenteuerfilm-Tierhorrorfilm von A.B. Stone aus dem Jahr 2016. In den Hauptrollen sind Rachele Brooke Smith, Jeff Fahey und David Faustino zu sehen.

## Handlung
Die Handlung findet überwiegend an der kalifornischen Küste bei San Diego statt. Ein großer Hai taucht am Badestrand auf. Badegäste, die dem radioaktiven Hai zu nahe kommen, fangen Feuer und verbrennen. So richtet der Hai ein Gemetzel am Strand an. Anfangs wird der Zusammenhang zwischen den verbrennenden Menschen und dem Hai geleugnet. Lediglich einige Rettungsschwimmer vor Ort wollen der tatsächlichen Ursache auf den Grund gehen.
Schon bald verbünden sich die Rettungsschwimmer mit einem Filmteam, das über die Vorkommnisse berichtet, um den Hai zu jagen. Um auch die Unterstützung der Regierung zu bekommen, sammeln sie Beweise, doch diese versucht etwas zu vertuschen.

## Hintergrund
Der Film feierte am 24. Juli 2016 auf dem Sender Syfy seine Premiere. Der Originaltitel lautet Saltwater. In Deutschland erschien der Film unter dem Titel Saltwater: Atomic Shark oder kurz Atomic Shark. Dies und eine ähnliche Handlung führt oft zu Verwechslungen mit dem ebenfalls 2016 erschienenen Film Atomic Shark von Lisa Palenica.

## Kritik
„Unoriginelle Billig-Horrorkomödie des Fernsehsenders SyFy, der einmal mehr auf der „Sharknado“-Welle reitet. In seiner kalkulierten Mischung aus miesen Effekten, eindimensionalen Charakteren und plumpem Witz auch als Trash schwer goutierbar.“

Atomic Shark wurde negativ aufgenommen. Selbst im Vergleich zu den Sharknado-Filmen wirkt er billig produziert.

## Trivia
- Der Film wurde am 31. August 2018 auf Tele 5 als Teil des Sendeformats Die schlechtesten Filme aller Zeiten ausgestrahlt.